# Publio Cornelio Léntulo Escipión
Publio Cornelio Léntulo Escipión  fue un político y militar romano del siglo I que desarrolló su carrera durante el imperio de Tiberio y Claudio.

## Familia
Léntulo Escipión fue hijo Publio Cornelio Léntulo Escipión y hermano de Publio Cornelio Escipión Orestino. Estuvo casado en dos ocasiones. No se conoce el nombre de su primera esposa, con la que fue padre de Publio Cornelio Léntulo Escipión, pero en segundas nupcias se casó con Popea Sabina la Mayor, madre de Popea Sabina, con la que tuvo a Publio Cornelio Escipión Asiático.

## Cursus honorum
Obtuvo la pretura en algún momento antes del año 24  cuando fue consul suffectus durante el segundo semestre del año. Combatió en la guerra contra Tacfarinas al frente de la legión IX Hispana, puesto que ocupó entre los años 20 y 23-24. Debido a que esta legión tenía sus cuarteles en Panonia, es probable que Escipión fuera quien la condujese hasta África y de regreso a Europa. Su relación con los parientes de Sejano fue quizá la causa del retraso de su carrera política pues no alcanzó el proconsulado de Asia hasta el año 41.